# LiveInternet
LiveInternet.ru — интернет-портал, собравший в 2003 году воедино счётчик статистики rax.ru и сервис дневников li.ru, разработанные командой разработчиков под руководством Германа Клименко. В дальнейшем, вокруг сайта Liveinternet.ru были собраны остальные проекты разработчика, а две основные его составляющие остались самыми популярными среди пользователей сервисами.
Слово LiveInternet появилось как расшифровка аббревиатуры li.ru — домена, на котором первоначально работали дневники. С декабря 2008 года доменное имя и права на торговую марку «LiveInternet» принадлежат Ventail Limited, оказанием услуг занимается группа компаний «Клименко и Ко».

## Поисковая система
Поисковая система LiveInternet.ru является полноценной поисковой машиной, осуществляющей поиск по всем сайтам российской и мировой сети. Охват и качество поиска обеспечивают данные индекса Mail.ru. В поисковой системе так же есть возможность искать интересующие материалы по картинкам, видео, блогам, товарам и новостям, что охватывает все поисковые потребности пользователя.

## Сервис дневников
Одна из крупнейших в российском Интернете блог-платформа, предоставляющая каждому пользователю возможность ведения собственного дневника, интегрирующего блоги разных пользователей, организующего общение между пользователями блогов, а также подписку на обновления в блогах интересующих людей.
Сервис предоставляет следующие возможности:
- Добавлять сообщения в дневник, как через веб-интерфейс, так и с помощью программных клиентов, по электронной почте или SMS.
- Комментировать записи в дневниках сайта, а также других системах дневников, поддерживающих OpenID.
- Добавлять в свои сообщения изображения, голосования, информеры (погода, ТВ-программа), закачивать различные типы файлов наиболее удобным образом, использовать до 12 своих аватаров.
- Читать обновления в выбранных дневниках, а также любых других RSS-каналах: через ленту друзей в Интернете, через подписку по почте, в программных клиентах.
- Создавать свои, а также участвовать в работе уже существующих тематических сообществ.
- Настраивать внешний вид своего дневника, права доступа к каждой из записей и к дневнику в целом.
- Осуществлять навигацию между дневниками и сообщениями в них, используя разделы дневника, теги, календари, цитатники, поиск по сообщениям, выборки по интересам и городам.
- Использовать интегрированные сервисы фотоальбомов, видео- и аудиозаписей, форумов, знакомств и личных сообщений между пользователями. К дневнику можно подключить веб-камеру.
- Просить защиты своих интересов и требовать предоставить широкую свободу слова на основе правил сайта, а также задать любой вопрос разработчикам и администрации проекта.
- Отправлять комментарии к записям из программных клиентов, что невозможно для большинства прочих блог-сервисов.

## Почта @li.ru
Почтовая система mail.li.ru создана на базе портала liveinternet.ru с целью дать возможность пользователям дневников иметь почтовый ящик с коротким именем для приёма подписок с дневников. Создана с помощью Google Apps (имеет интерфейс, кроме логотипа, аналогичный Gmail).

## Сервис знакомств
Виртуальные службы знакомств — традиционный сервис Интернета, помогающий людям, желающим познакомиться, найти друг друга.
Незарегистрированный пользователь может просматривать анкеты других пользователей, отбирая их по интересующим его критериям при помощи встроенного поиска. После прохождения процедуры регистрации, становятся доступными полноразмерные фотографии в анкетах, подробная информация о человеке, а также появляется возможность связи с заинтересовавшей его персоной через внутреннюю почтовую систему.
Помимо того, после регистрации на сайте, пользователь получает возможность создать и редактировать свою анкету, а также закачать в неё свои фотографии. После внесения любых изменений личная анкета отправляется на модерацию, в результате которой она или допускается к участию или отклоняется, о чём пользователю приходит уведомление от модератора с объяснением причин отклонения. По состоянию на сентябрь 2020 года служба знакомств более не работает (https://www.liveinternet.ru/dating/).

## Маркет
Электронная система, базирующаяся на нескольких популярных площадках (liveinternet.ru, 3dnews.ru и pravda.ru) и объединяющая в себе предложения некоторого количества интернет-магазинов. Удобство системы для пользователей состоит в наличии удобного инструментария для выбора подходящего по цене и характеристикам товара без необходимости искать и просматривать множество отличающихся друг от друга сайтов. Также, посетитель получает возможность сравнить цены на один и тот же товар в разных магазинах.

## Правовое регулирование
В соответствии с «Законом о блогерах» сайт признан организатором распространения информации и 20.10.2014 внесён в соответствующий реестр под номером 11-РР.